# محوطه کجو گممد
محوطه کجو گممد مربوط به هزاره اول قبل از میلاد است و در شهرستان بیجار، بخش حومه، روستای کجو گممد واقع شده و این اثر در تاریخ ۸ مرداد ۱۳۸۱ با شمارهٔ ثبت ۵۹۲۳ به‌عنوان یکی از آثار ملی ایران به ثبت رسیده است.